# César Vea
César Vea (Logroño, 5 febbraio 1965) è un attore e produttore cinematografico spagnolo, noto per aver interpretato il ruolo di Cesáreo Villar nella soap Una vita (Acacias 38).

## Biografia
César Vea è nato il 5 febbraio 1965 a Logroño, in provincia di La Rioja (Spagna), fin da piccolo ha mostrato un'inclinazione per la recitazione.

## Carriera
César Vea si è diplomato in arte drammatica presso la scuola superiore di Madrid. Successivamente ha concluso la sua formazione studiando recitazione tanto a New York quanto a Los Angeles. Ha partecipato a numerose serie televisive spagnole come in Compañeros, in Hospital Central, in Al filo de la ley, in Los simuladores, in Doctor Mateo, in Isabel, in El ministerio del tiempo e nella soap opera Una vita (Acacias 38). In campo cinematografico ha recitato ne Il labirinto del fauno (El laberinto del fauno), in Bajo las estrellas, ne La torre de Suso, in 25 kilates, in Lope, in Piano di fuga (Plan de fuga) e in El tutor.

## Filmografia

### Attore

#### Cinema
- Tierra, regia di Julio Medem (1996)
- Bwana, regia di Imanol Uribe (1996)
- Más que amor, frenesí, regia di Alfonso Albacete, Miguel Bardem e David Menkes (1996)
- Insomnio, regia di Chus Gutiérrez (1998)
- Torrente, el brazo tonto de la ley, regia di Santiago Segura (1998)
- Barrio, regia di Fernando León de Aranoa (1998)
- Muertos de risa, regia di Álex de la Iglesia (1999)
- Las huellas borradas, regia di Enrique Gabriel (1999)
- El sueño de Ibiza, regia di Igor Fioravanti (2002)
- El 7º día, regia di Carlos Saura (2004)
- Amor en defensa propia, regia di Rafa Russo (2006)
- Il labirinto del fauno (El laberinto del fauno), regia di Guillermo del Toro (2006)
- Bajo las estrellas, regia di Félix Viscarret (2007)
- La torre de Suso, regia di Tom Fernández (2007)
- Retorno a Hansala, regia di Chus Gutiérrez (2008)
- 25 kilates, regia di Patxi Amezcua (2008)
- Lope, regia di Andrucha Waddington (2010)
- Wild Oats, regia di Andy Tennant (2016)
- Piano di fuga (Plan de fuga), regia di Iñaki Dorronsoro (2016)
- El tutor, regia di Diego Arjona (2018)

#### Televisione
- Crónicas del mal – serie TV (1993)
- ¡Ay, Señor, Señor! – serie TV (1995)
- La casa de los líos – serie TV (1996)
- Querido maestro – serie TV (1997)
- Éste es mi barrio – serie TV (1997)
- Más que amigos – serie TV (1997-1998)
- Compañeros – serie TV (1998-2001)
- Hospital Central – serie TV (2004)
- Al filo de la ley – serie TV (2005)
- Los simuladores – serie TV (2006-2007)
- Plan América – serie TV (2008)
- Doctor Mateo – serie TV (2009-2011)
- Isabel – serie TV (2011-2012)
- Cuéntame cómo pasó – serie TV (2015)
- El ministerio del tiempo – serie TV (2017)
- Una vita (Acacias 38) – soap opera, 545 episodi (2018-2020)

#### Cortometraggi
- El secdleto de la tlompeta, regia di Javier Fesser (1995)
- R.I.P. El ladrón de bicicletas, regia di Pepe Pereza (1999)
- La última parada (Lo peor de todo), regia di Ricardo A. Solla (1999)
- La foto, regia di Ricardo A. Solla (2001)
- Roma no paga traidores, regia di Alejandro Ripoll Carrasco (2002)
- ¡Ay, Adolfo...!, regia di Javier López Barreira (2004)
- Emperrado, regia di Patrick Bencomo (2009)
- Un suceso neurasténico en la vida de Ernesto Cadorna, regia di Fernando Ronchese (2009)
- El cortejo, regia di Marina Seresesky (2010)
- El espanto, regia di J.J. Marcos (2011)

### Produttore

#### Cinema
- ¡Ay, Adolfo...!, regia di Javier López Barreira (2004)
- Shooting for Mirza, regia di Juan Gautier (2021)

## Doppiatori italiani
Nelle versioni in italiano dei suoi film e delle sue serie TV, César Vea Meca è stato doppiato da:
- Roberto Draghetti[13] in Isabel[14]
- Sergio Romanò[15] in Una vita[16]